# Maison attenante au relais Henri IV, ouest
La maison attenante au relais Henri IV, du côté ouest, est un immeuble particulier situé à Saint-Macaire, en France.

## Localisation
Le bâtiment est située dans le département français de la Gironde, sur la commune de Saint-Macaire, au cœur de la vieille ville, sur la place du Mercadiou (Marché-Dieu), sur la gauche du relais Henri IV en regardant les immeubles.

## Historique
L'édifice, construit au XVIe siècle, est inscrit au titre des monuments historiques par arrêté du 21 novembre 1973 pour sa galerie sous arcade, ses cheminées, sa façade et sa toiture.